# Ліброс (Теруель)
Ліброс (ісп. Libros) — муніципалітет в Іспанії, у складі автономної спільноти Арагон, у провінції Теруель. Населення — 153 особи (2010).
Муніципалітет розташований на відстані близько 210 км на схід від Мадрида, 22 км на південний захід від міста Теруель.

## Демографія
Динаміка населення (INE ):